# Arleuf
 Arleuf  es una población y comuna francesa, en la región de Borgoña, departamento de Nièvre, en el distrito de Ville de Château-Chinon y cantón de Château-Chinon.

## Demografía
| 1158 | 1166 | 1019 | 864 | 863 | 800 |
| Para los censos de 1962 a 1999 la población legal corresponde a la población sin duplicidades (Fuente: INSEE [Consultar]) |      |      |     |     |     |